# Chyliza wittei
Chyliza wittei är en tvåvingeart som beskrevs av Verbeke 1952. Chyliza wittei ingår i släktet Chyliza och familjen rotflugor.
Artens utbredningsområde är Kongo. Inga underarter finns listade i Catalogue of Life.